# Верлинден, Йоэри
Йоэри Верлинден (нидерл. Joeri Verlinden; род. 22 января 1988 года в Рурдалене, Лимбург, Нидерланды) — голландский пловец, призёр чемпионата Европы по плаванию и чемпионата Европы по плаванию на короткой воде.

## Биография
Йоэри Верлинден родилась 22 января 1988 года в поселке Рурдален, что в провинции Лимбург. С детства ему был поставлен диагноз — заболевание почек и запрет врачей на занятие контактными видами спорта. Верлинден тренируется в составе клуба — «De Dolfijn/NZA». Дебютное выступление состоялось в 2002 году, где он выступал в трёх дисциплинах: 50, 100, 200 м баттерфляем. Профессиональную карьеру пловца начал с семнадцати лет, выступлением на молодёжном чемпионате Европы по плаванию на короткой воде 2005 года в Будапеште. Верлинден дошёл до полуфинала и с результатом 0.25.43 занял 9 место на дистанции 50 м баттерфляем.
Дебютное выступление на международной арене состоялся в 2010 году во время чемпионата Европы по водным видам спорта в Будапеште. Заплыв Верлиндена в дисциплине 100 м баттерфляем принес серебряную медаль. Первое место он уступил россиянину — Евгению Коротышкину. Участие Верлиндена в составе голландской команды на заплыве комбинированным стилем 4×100 м, завершилось бронзовой медалью и занятым третьим местом. С результатом 3:33.99 его команда уступила соперникам из России (3:33.29) и Франции (3:31.32).
Следующим соревнованием в котором Верлинден заработал медали был чемпионат Европы по плаванию на короткой воде 2010 года в Эйндховене. Второе место было выиграно в заплыве на 100 м баттерфляем, где с результатом 50,52 он уступил немцу Штеффену Дайблеру (49,95). Ещё одну медаль, бронзовую, Верлинден заработал в соревновании 50 м баттерфляем. В этом заплыве золото досталось Штеффену Дайблеру (22,34), серебро украинскому спортсмену Андрею Говорову (22,74) и бронза — Йори Верлиндену (23,23).
В 2012 году Верлинден выиграл бронзовую медаль на чемпионате Европы по плаванию на короткой воде в Шатре в дисциплине — 200 м баттерфляем. С результатом 1:53.47, он занял третье место, уступив соперникам из Дании (1:53.38) и Венгрии (1:52.11).
На Летней Олимпиаде 2016 года в Рио-де-Женейро Верлинден занял 22 место при квалификации 100 м баттерфляем.